# اچینگهام
اچینگهام (به انگلیسی: Etchingham) یک روستا و محله مدنی در بریتانیا است که در Rother واقع شده‌است. اچینگهام ۱۳٫۴ کیلومتر مربع مساحت و ۸۰۶ نفر جمعیت دارد.